# Parenago (cráter)

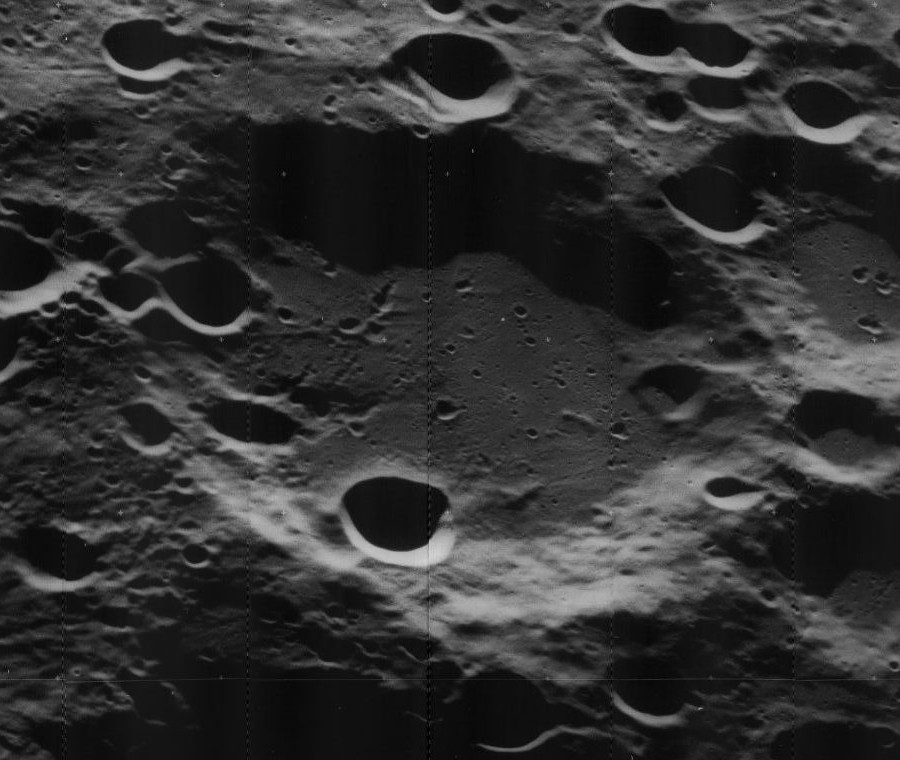
Imagen oblicua de la misión Lunar Orbiter 5, mirando al oeste

Parenago es un cráter de impacto perteneciente a la cara oculta de la Luna, detrás del limbo oriental. El cráter Berkner está prácticamente unido al borde exterior este-sureste de Parenago. Al sursudoeste se encuentra Comrie.
|  |

Es un cráter desgastado y erosionado. En el sector norte del exterior del brocal se encuentran los cráteres satélite Parenago W y Parenago Z. Tres pequeños cráteres destacan sobre el borde de la pared interior en el cuadrante sureste de Parenago. El suelo aparece relativamente nivelado y está marcado tan solo por unos pequeños cráteres.

## Cráteres satélite
Por convención estos elementos son identificados en los mapas lunares poniendo la letra en el lado del punto medio del cráter que está más cercano a Parenago.
|          | \| Parenago \| Coordenadas \| Diámetro \| \| -------- \| ------------------------------- \| -------- \| \| T \| 26°00′N 110°42′O / 26.0, -110.7 \| 18 km \| \| W \| 27°48′N 109°42′O / 27.8, -109.7 \| 49 km \| \| Z \| 28°54′N 109°00′O / 28.9, -109.0 \| 18 km \| |          |
| Parenago | Coordenadas | Diámetro |
| T        | 26°00′N 110°42′O / 26.0, -110.7 | 18 km    |
| W        | 27°48′N 109°42′O / 27.8, -109.7 | 49 km    |
| Z        | 28°54′N 109°00′O / 28.9, -109.0 | 18 km    |